# Axel Janse
Axel Johan Janse (18. marts 1888 – 18. august 1973) var en svensk gymnast som deltog i OL 1912 i Stockholm.
Janse blev olympisk mester i gymnastik under OL 1912 i Stockholm. Han var med på det svenske hold som vandt holdkonkurrencen for hold i svensk system. Hold fra tre nationer var med i konkurrencen, der blev afholdt på Stockholms Stadion. 